# Obsjtina Sitovo
Obsjtina Sitovo (bulgariska: Община Ситово) är en kommun i Bulgarien.   Den ligger i regionen Silistra, i den nordöstra delen av landet, 300 km öster om huvudstaden Sofia.
Obsjtina Sitovo delas in i:
- Bosna
- Garvan
- Dobrotitsa
- Iskra
- Ljuben
- Popina

Följande samhällen finns i Obsjtina Sitovo:
- Sitovo

Trakten runt Obsjtina Sitovo består till största delen av jordbruksmark. Runt Obsjtina Sitovo är det ganska glesbefolkat, med 40 invånare per kvadratkilometer.